# Euproctis icilia
Euproctis icilia is een vlinder uit de familie spinneruilen (Erebidae), onderfamilie donsvlinders (Lymantriinae). De wetenschappelijke naam van deze soort is voor het eerst geldig gepubliceerd in 1791 door Stoll.
De soort komt voor in tropisch Afrika.